# 田尾克史
田尾 克史（たお かつし、1963年5月1日 - ）は、北海道出身の元スキージャンプ選手、指導者。血液型はB型。
愛称は「じぃじ」

## プロフィール
札幌市立山の手小学校3年生の時にジャンプを始め、札幌琴似中学校-北海高校を経て1982年雪印乳業に入社。
1988年のカルガリーオリンピック日本代表。
1990年3月現役引退し一時期社業に専念していたが1992年からコーチに復帰、1998年には同チーム監督に就任。
一方で全日本ジャンプチームのコーチも務め、2003年9月にはチーフコーチに就任。2004年-2005年はヘッドコーチを務める。
これに関連して2004年から雪印チーム監督を富井啓介に交代、自らはアドバイザーに就任。
2005年7月カリ・ユリアンティラの全日本ヘッドコーチ就任に伴いチーフコーチとなる。
2006年4月以降はコーチ業からも退いている。

## 主な成績
- カルガリーオリンピック70m級51位、90m級52位、団体11位
- 1980.03.09(日)　第15回雪印杯全日本ジャンプ旭川大会少年組　優勝
- 1981.02.15(日)　第30回全国高校スキー大会　2位
- 1981.03.04(水)　第31回秩父宮賜杯スキー大会少年組　優勝
- 1982.02.12(金)　第31回全国高校スキー大会　4位
- 1982.03.05(金)　第53回宮様スキー大会国際競技会70m級少年組　優勝
- 1985.03.02(土)　第35回秩父宮賜杯スキー大会成年組　優勝
- 1985.03.09(土)　第63回全日本スキー選手権大会70m級　優勝
- 1985.03.14(木)　第7回クナイスル杯宮の森ナイタージャンプ大会成年組　優勝
- 1985.03.15(金)　第9回伊藤杯 宮の森ナイタージャンプ大会　優勝